# Seyhan Kurt
Seyhan Kurt (født 16. december 1971 i Grenoble) er en fransk-tyrkisk digter, forfatter, antropolog og sociolog.
Kurt blev født i kommunen Bourgoin-Jallieu i Grenoble, Frankrig. Han studerede på École de Jean Jaurès i Lyon og maleri i Frankrig og dramaturgi og kunsthistorie i Izmir.
I 1992 og 1993 udstillede han sine malerier i abstrakt stil og oliemaleriteknik i to soloudstillinger på Mersin State Fine Arts Gallery. Han studerede fransk sprog og litteratur, sociologi og antropologi.
Han forskede i arkitektur og bykultur i Italien og Grækenland og modtog sin kandidatgrad fra Ankara Universitet, Fakultet for Sprog, Historie og Geografi, Institut for Antropologi.
Han arbejdede på Jean Baudrillards simulationsteori og forbrugersamfund og skrev artikler om film, arkitektur, immigration og moderne kunst.
I sin bog fra 2021 From Household to Home State, udgivet af İletişim Publication, understregede han vigtigheden af ikke kun arkitektur, men også discipliner som antropologi og sociologi, der undersøger daglige praksisser, regler og forbrugsfænomener, når han beskæftiger sig med begrebet "tyrkisk hus".
I sit studie tog han en tværfaglig metode i brug ved at bruge forskellige felter fra tyrkisk film til mundtlig kultur.
Mellem 1990 og 2017 blev nogle af hans digte oversat til fransk, engelsk, tysk, græsk og estisk. Interviews med Seyhan Kurt om bogen blev offentliggjort i Mediascope TV, Artfulliving, Bisavblog og Hürriyet.

## Bøger
- (1993) Kapa Gözlerini "Shut Your Eyes"
- (1995) Destinos "destiny"
- (1999) Hüznün Sözyitimleri "Speechlessness of Sadness"
- (2002) On Jean Baudrillard (unpublished thesis)
- (2002) El Ilani "Hand-Out"
- (2004) Bizden Geçen Sular "Waters Running Through Us"
- (2012) Seyyah "The Voyager"
- (2017) Herkese ve Hiç Kimseye "To Everyone and No one"
- (2021) Haneden Ev Haline:"Türk Evi”nde Mimari, Düzenleme, Pratik From Household to Home State: Architecture, Arrangement and Practice in "Turkish House" "